# 黑紋裸身躄魚
黑紋裸身躄魚是輻鰭魚綱鮟鱇目躄魚亞目躄魚科的其中一種，為熱帶海水魚，分布於中西太平洋的菲律賓及印尼海域，棲息深度64-128公尺，體長可達7.5公分，棲息在泥底質底層水域，生活習性不明。